# Bílovec
Bílovec (en allemand : Wagstadt) est une ville du district de Nový Jičín, dans la région de Moravie-Silésie, en Tchéquie. Sa population s'élevait à 7 401 habitants en 2024.

## Géographie
Bílovec se trouve à 19 km au nord de Nový Jičín, à 20 km au sud-ouest d'Ostrava et à 259 km à l'est-sud-est de Prague.
La commune est limitée par Slatina, Tísek et Bítov au nord, par Olbramice, Bravantice et Velké Albrechtice à l'est, par Bílov et Fulnek au sud, par Skřipov à l'ouest. Le quartier de Výškovice constitue une exclave séparée de la partie principale de la commune par Slatina.

## Histoire
La première mention écrite de la localité date de 1276.

## Galerie

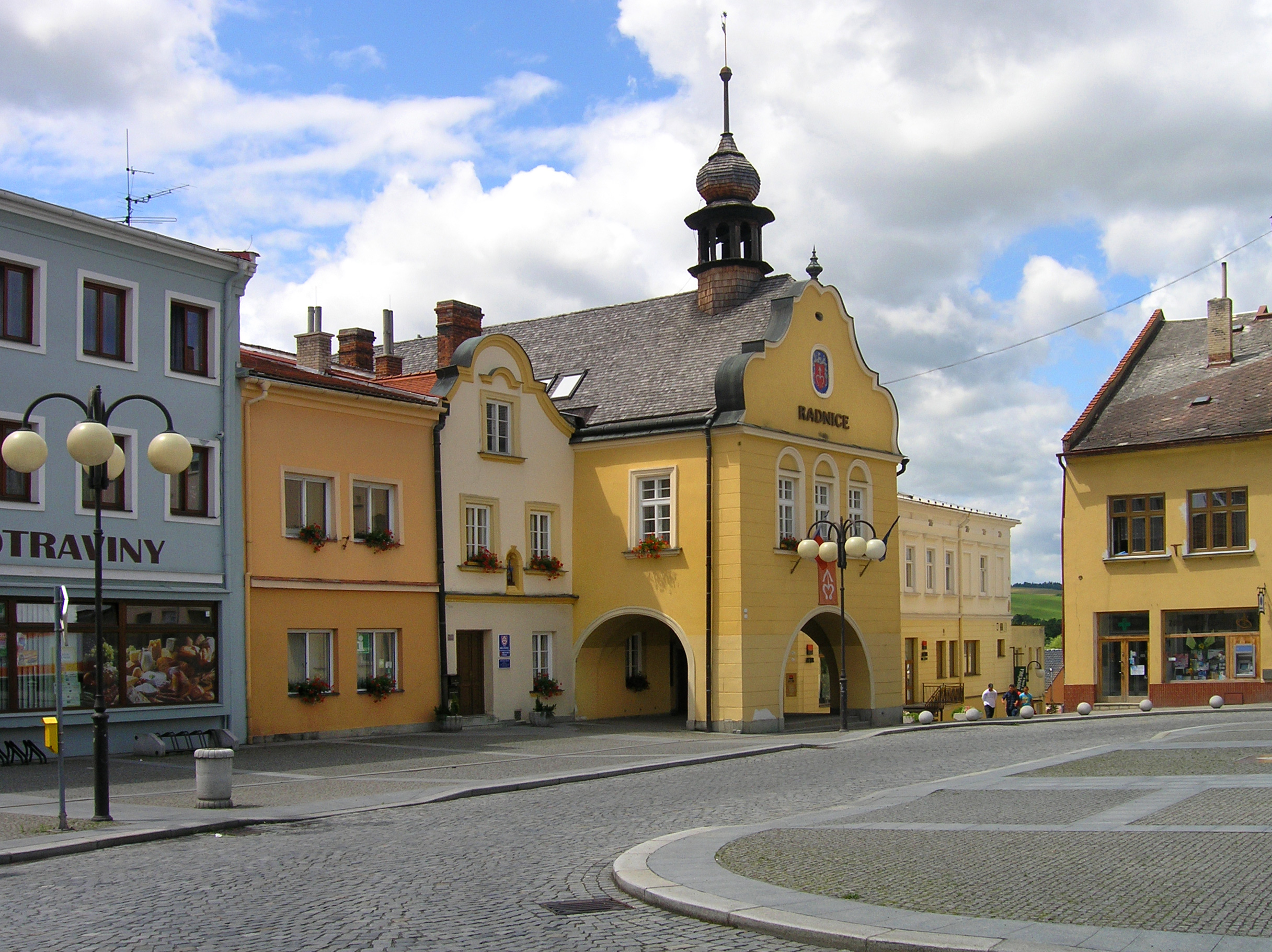
Bílovec : hôtel de ville.
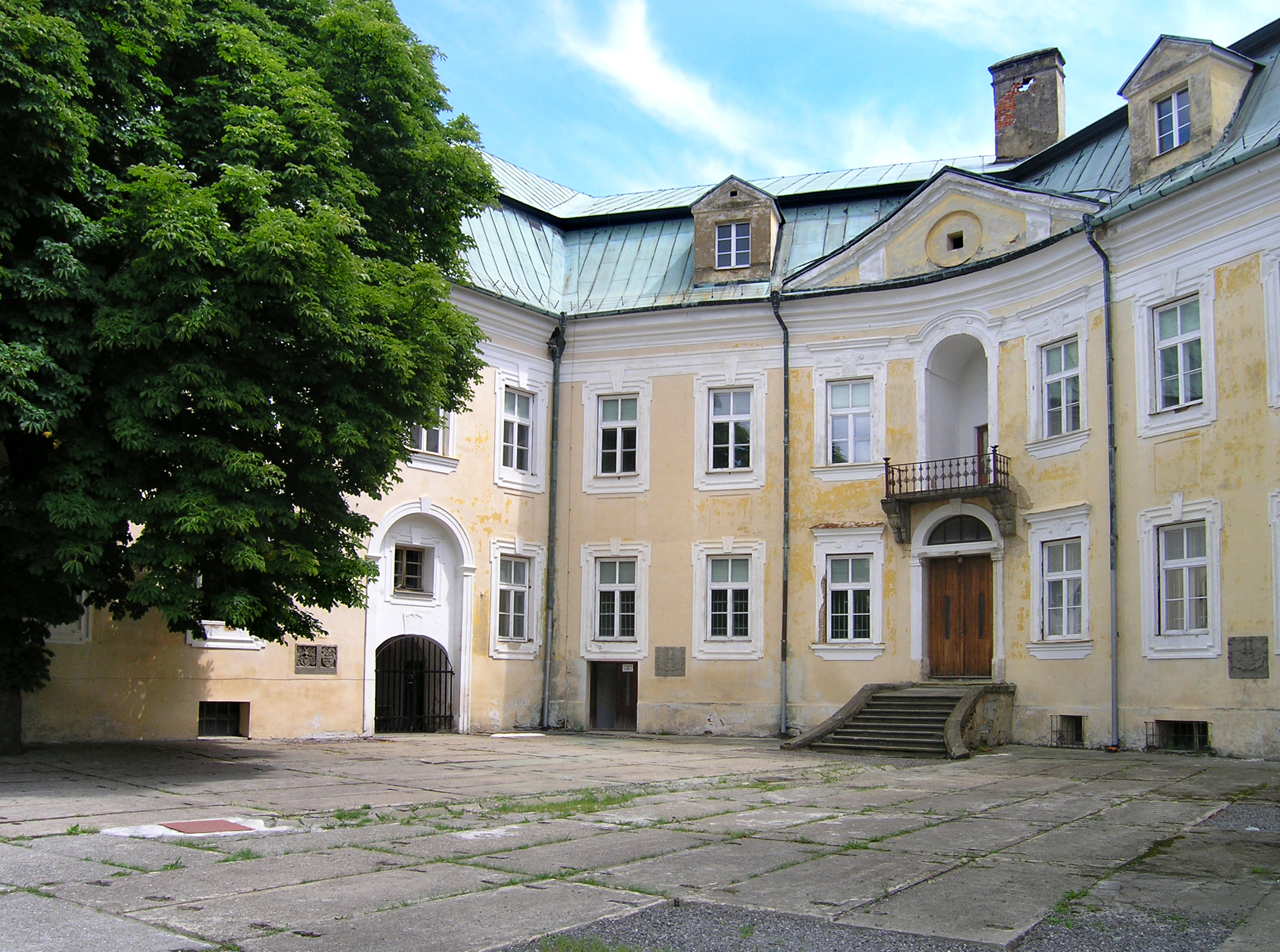
Château de Bílovec.

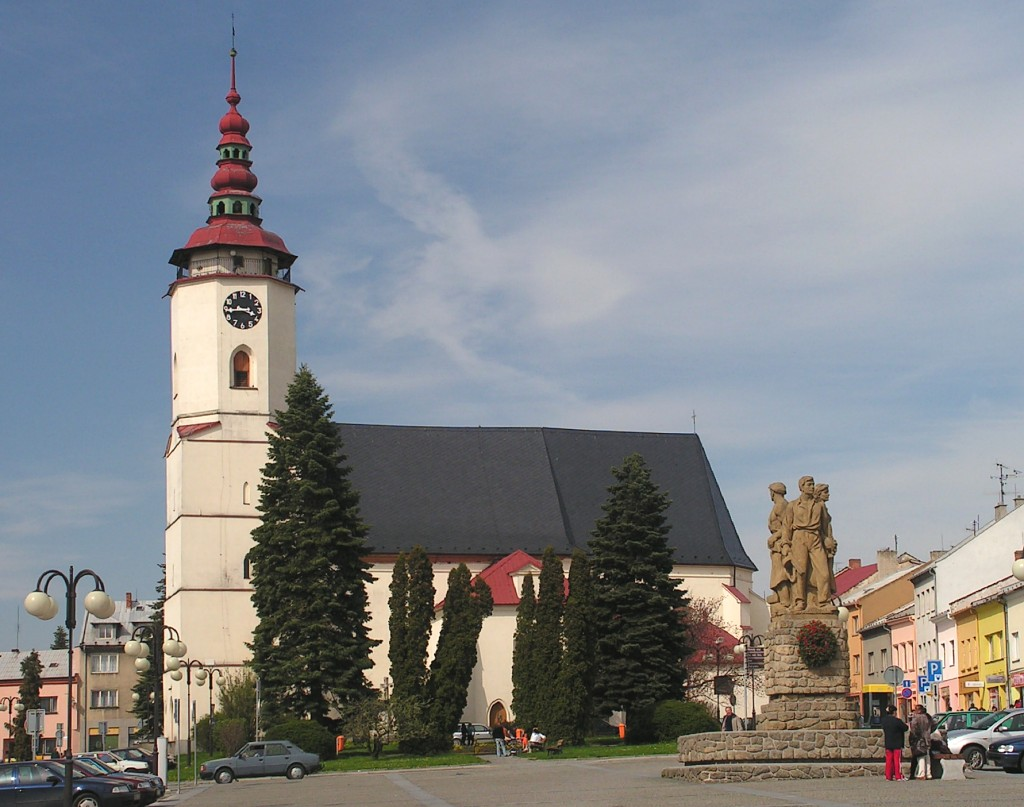
Église Saint-Nicolas.

## Administration
La commune se compose de sept sections :
- Bílovec
- Bravinné
- Lhotka
- Lubojaty
- Ohrada
- Stará Ves
- Výškovice

## Transports
Par la route, Bílovec se trouve à 10 km de Nový Jičín, à 28 km d'Ostrava et à 332 km de Prague.

## Personnalités
- Petra Kvitová (°1990), joueuse de tennis
- Felix Ivo Leicher (1727-1812), peintre autrichien